# (15318) Innsbruck
(15318) Innsbruck est un astéroïde de la ceinture principale.

## Description
(15318) Innsbruck est un astéroïde de la ceinture principale. Il fut découvert le 24 mai 1993 à l'Observatoire Palomar par Carolyn S. Shoemaker. Il présente une orbite caractérisée par un demi-grand axe de 2,34 UA, une excentricité de 0,20 et une inclinaison de 25,6° par rapport à l'écliptique.

## Compléments